# Jacqueline Farreyrol
Jacqueline Farreyrol, née le 25 février 1939 à Saint-Louis, est une chanteuse, actrice, auteur-compositeur et femme politique française. Membre de l’UMP, elle est députée de 2010 à 2011 et sénatrice de 2011 à 2014.

## Biographie

### Jeunesse
Jacqueline Farreyrol quitte La Réunion en 1956 pour poursuivre des études d'anglais à Montpellier. Titulaire d'une maîtrise d'anglais, elle rentre dans son île natale, où elle enseigne dans un premier temps au lycée de Saint-Benoît. Elle prend rapidement une part active à la vie culturelle réunionnaise (speakerine, chanson infra, radio, théâtre).

### Carrière musicale
Jacqueline Farreyrol revient à La Réunion en 1971 après quatorze années passées en métropole et y redécouvre le maloya. Depuis 1974, elle mène une carrière d'auteur-compositeur-interprète. Elle a enregistré de nombreux disques et obtenu le Grand prix du disque (Académie Charles-Cros) en 1978, et le Prix international de la jeune chanson en 1981. Parmi ses nombreuses chansons, on retiendra plus particulièrement Mon île (son œuvre la plus connue, où elle exprime avec émotion tout l'amour qu'elle porte à son pays natal), Ça sent la banane, Tant que n'aura soleil et Noël à La Réunion.

### Carrière cinématographique
En 2006, elle interprète le personnage de Joséphine dans la saga de l'été que France 2 fait tourner dans son île natale, Les Secrets du volcan, réalisée par Michaëla Watteaux. Sa chanson Mon île sert de générique de fin au quatrième et dernier épisode.

### Parcours politique
Durant la législature 2002-2007, Jacqueline Farreyrol est la suppléante de René-Paul Victoria (UMP), député élu dans la première circonscription de La Réunion.
À la suite des élections législatives de 2007, elle devient la suppléante de Didier Robert (UMP), député élu dans la troisième circonscription de La Réunion. Le 9 juin 2010, elle est élue à la tête de l'IRT (Île de La Réunion Tourisme). Le 13 novembre 2010, elle devient députée après la prolongation de mission de Didier Robert.
Le 25 septembre 2011, elle est élue sénatrice, et renonce à son siège de députée. Elle démissionne l’année suivante de son mandat d’adjointe au maire — qu’elle exerçait depuis 2008 — et du conseil municipal du Tampon,.
Elle annonce, le 6 juin 2014, qu'elle va démissionner du Sénat pour « consacrer tout [son] temps et toute [son] énergie » à sa famille et à sa « carrière artistique ». Sa démission est effective le 30 juin 2014. Elle est remplacée au Sénat par Didier Robert.

## Détail des mandats et fonctions
- 22 mars 2008 – 31 juillet 2012 : adjointe au maire du Tampon, chargée de l’animation culturelle, du tourisme et des grands kiosques[7].
- 13 novembre 2010 – 30 septembre 2011 : députée de la 3e circonscription de La Réunion.
- 1er octobre 2011 – 30 juin 2014 : sénatrice de La Réunion.

## Discographie
- La Réunion longtemps (Discorama).
- Tri la ri tron (Auvidis).
- Mon île (Auvidis).
- Chante ta vie (Auvidis).
- Amour tendresse (Auvidiis).
- Tôles rouillées (Discorama).
- Cabaret créole (Discorama).

## Spectacle musical
- 2018 : Bilimbi et Girimbelle, conte musicale écrit par Jacqueline Farreyrol, mis en scène et interprété par les troupes des Pat'Jaune, Théâtre Luc-Donat[11],[12],[13].

## Documentaire
- Une vie réunionnaise : Jacqueline Farreyrol, Lady Maloya, de Bis repetita / Réunion 1re, 2016, 52 min[14].

## Distinctions
- Chevalier de la Légion d'honneur (2014)[1].